# Pecorino romano
Il pecorino romano è un formaggio italiano a denominazione di origine protetta (DOP), la cui zona di produzione comprende soprattutto la Sardegna, la provincia di Grosseto e il Lazio. Tutti i processi di lavorazione, dall'allevamento del bestiame alla stagionatura del formaggio, devono avvenire entro questa zona. Anche i fermenti lattici (scotta-innesto) e gli agnelli che forniscono il caglio devono essere autoctoni.
Si tratta di un formaggio molto antico la cui origine può essere fatta affondare nell'Impero romano, durante il quale faceva parte della razione dei militari. Già in epoca imperiale la maggior parte della produzione era in Sardegna, ove oggi ne viene prodotto il 97%. Nel 2018 il sistema produttivo ha visto 11.236 allevamenti di cui 10.939 solo in Sardegna per 41 produttori di cui 37 nell’Isola e 4 nel Lazio. Il Consorzio per la tutela del formaggio Pecorino Romano ha sede a Macomer, in provincia di Nuoro.
Il formaggio è un ingrediente fondamentale di molti piatti della cucina romana e laziale, di cui fa parte come accompagnamento ad esempio nella pasta all'amatriciana. A Roma e provincia (ma oggigiorno l'usanza si è diffusa anche in altre parti d'Italia) è uso consumare fave e pecorino per la festa del primo maggio.
Con 22.000 tonnellate, è il quarto formaggio italiano più esportato all'estero.

## Storia

### Origini

Logo del Pecorino Romano DOP

Le prime testimonianze di una varietà di pecorino romano risalgono all'epoca romana. Originario dell'Agro Romano, è descritto dettagliatamente nelle opere di molti autori dell'Antica Roma come Plinio il Vecchio, Marco Terenzio Varrone, Lucio Giunio Moderato Columella e Publio Virgilio Marone; nel trattato De re rustica dello scrittore di agricoltura Columella è riscontrabile una minuziosa descrizione delle tecniche di lavorazione del latte ovino:
rapprendere con caglio di agnello o di capretto (…)

Il secchio della mungitura, quando sia stato riempito di latte, si deve mantenere a medio calore: non si

deve tuttavia accostarlo al fuoco […] ma si deve porre lontano da esso, e

appena il liquido si sarà rappreso dovrà essere trasferito in cesti, panieri o

forme. Infatti è essenziale che il siero possa scolare immediatamente ed essere

separato dalla materia solida […]. Poi quando la parte solida è tolta dalle

forme o dai panieri dovrà essere collocata in ambiente fresco e oscuro, perché

non possa guastarsi, su tavole più pulite possibile, e cosparse di sale tritato

affinché trasudi il proprio umore.»
()
La capacità di lunga conservazione e l'alto valore nutritivo ne faceva un alimento base dell'approvvigionamento dell'esercito romano. Virgilio infatti ci tramanda che fu stabilita una razione giornaliera di un'oncia (27 grammi) da distribuire a ciascun legionario ad integrazione della zuppa di farro e del pane.

### Età contemporanea
Sebbene la storia e il nome del pecorino romano leghino quest'ultimo al territorio laziale, nel quale ha avuto origine, dalla seconda metà dell'Ottocento la fase della produzione avviene prevalentemente in Sardegna, terra di antichissima tradizione agro-pastorale: tale lavorazione venne introdotta dopo il 1884, anno in cui il sindaco di Roma introdusse il divieto di salagione del formaggio all'interno della città. Questo fatto costrinse molti casari romani a spostare la produzione nell'isola, favorendo così l'introduzione di nuove tecnologie e accrescendo notevolmente la produzione e la conseguente esportazione di questa varietà di formaggio nel mercato nordamericano; proprio l'abitato di Macomer, in virtù dell'ubicazione geografica e delle caratteristiche dei prati e degli ovini, divenne luogo d'interesse per alcuni operosi imprenditori della penisola (Albano, Bozzano, Carnevali, Centa, Centoli, Dalmasso, Di Trani, Locatelli, Salmon) i quali commutarono le lavorazioni rustiche locali dal tradizionale Fiore Sardo al Romano attraverso l'edificazione di nuovi e moderni caseifici, contribuendo così enormemente all'evoluzione economica e demografica del Marghine. L'isola, sottoposta a un'intensa opera di deforestazione per le carbonaie savoiarde e la industria delle traversine, si prestava inoltre a offrire un terreno ideale per la predisposizione di una filiera monoculturale ovina.
A seguito della Conferenza di Stresa del 1951 (indetta da alcuni stati europei per far fronte alla questione delle contraffazioni e delle imitazioni dei prodotti alimentari tradizionali) e con l'attribuzione nel 1955 delle prime denominazioni di origine controllata (DOC) nel settore caseario, venne formalmente acconsentita la fabbricazione del pecorino in Sardegna. Per converso la produzione laziale, che sino agli anni '50 contava su una quarantina di piccole e medie imprese, subì un costante ridimensionamento dovuto in parte all'eccellente concorrenza dei produttori isolani ma soprattutto allo spopolamento dei centri rurali e alla drastica diminuzione del numero degli addetti in agricoltura a vantaggio di altri settori in crescita nell'Urbe come il pubblico impiego, l'edilizia e il commercio.
Nel 1979, per volontà di un gruppo di operatori del Lazio e della Sardegna, venne istituito il Consorzio per la Tutela del Formaggio Pecorino Romano avente sede a Macomer, il quale nel 1981 ottenne dal Ministero dell'Agricoltura l'affidamento dell'incarico di vigilanza sulla produzione e sul commercio e nel 2002 quello per la tutela della DOP (denominazione assegnata al Pecorino Romano dal 1996).

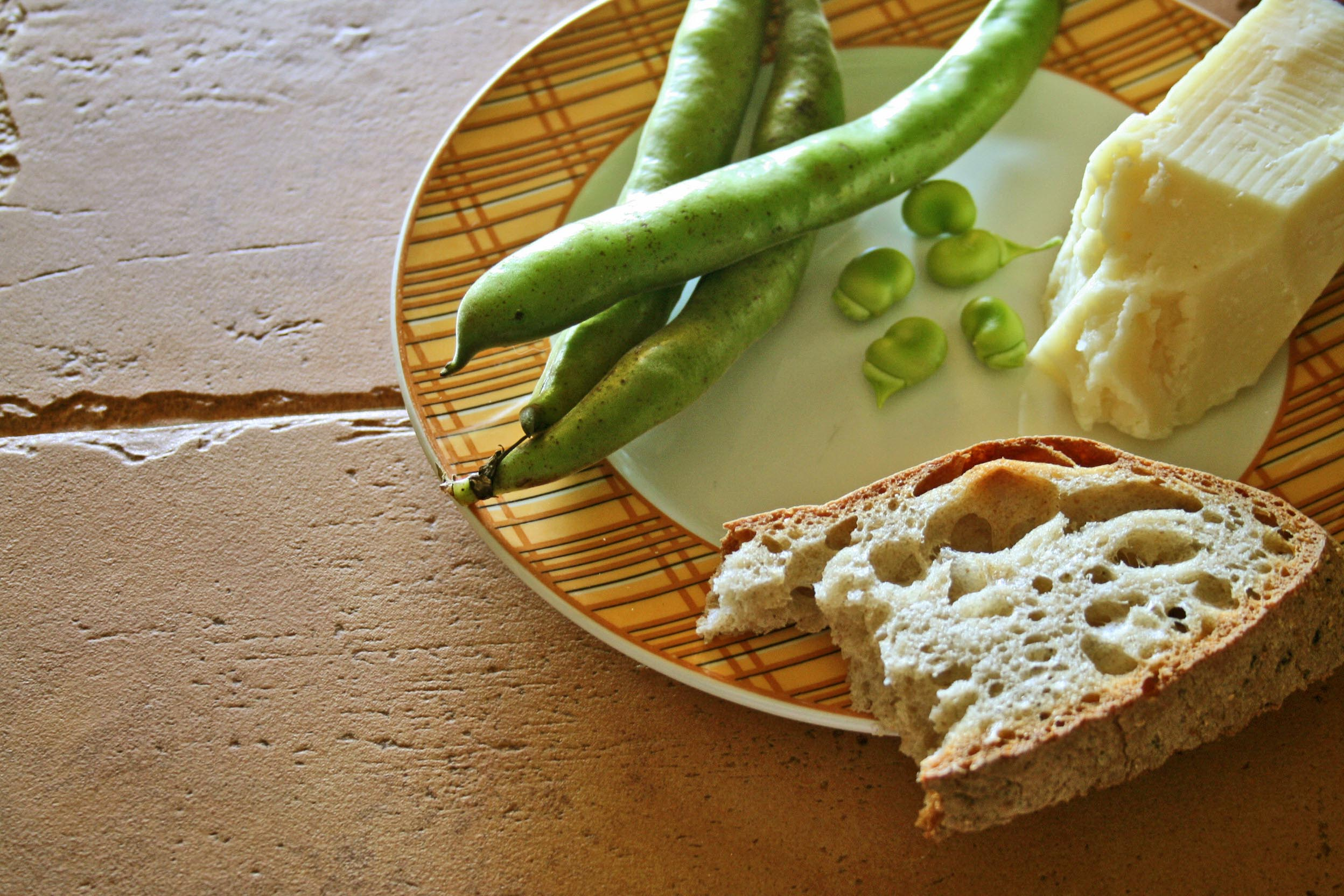
Pecorino romano e fave, classico abbinamento a Roma e provincia

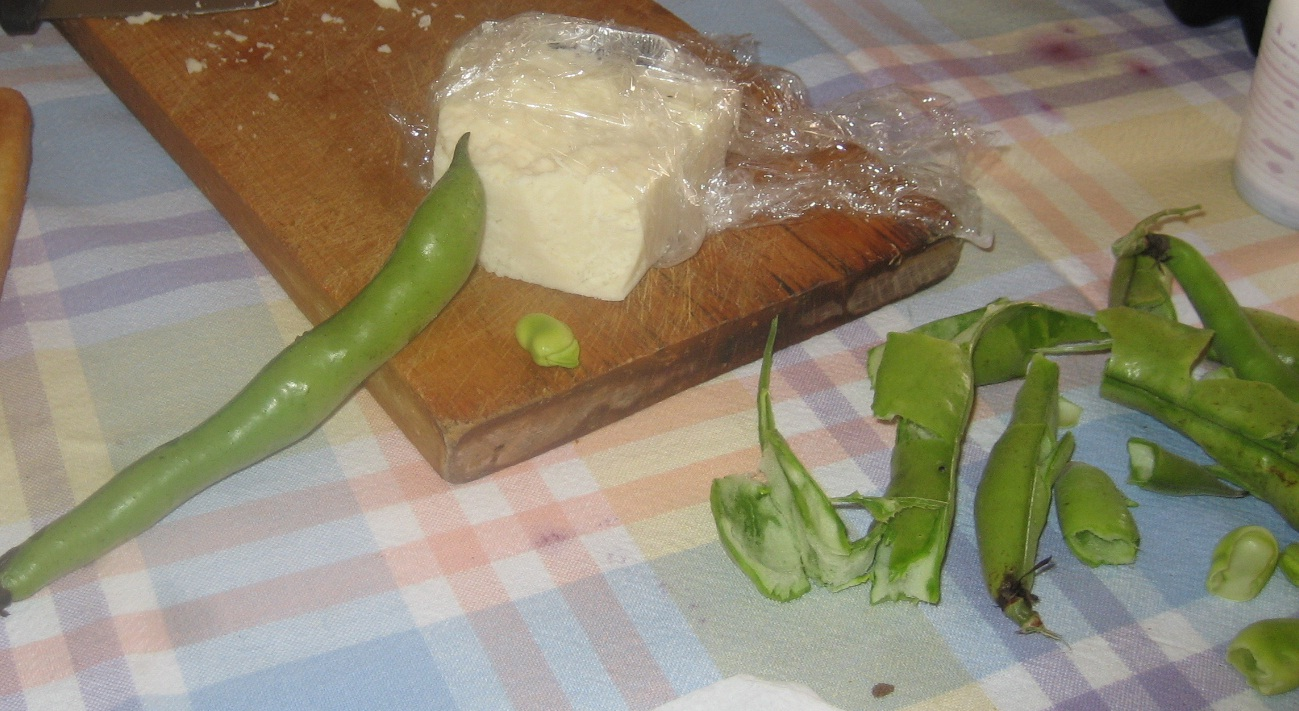
Pecorino romano e fave

Attualmente gli scopi del Consorzio comprendono la tutela e la vigilanza sulla produzione e sulla commercializzazione del Pecorino Romano, la tutela della denominazione in Italia e all'estero, l'incremento del consumo e il miglioramento qualitativo del prodotto. Il Disciplinare di Produzione è stato ampiamente modificato nel corso degli ultimi decenni, introducendo nel 1995 la salatura in salamoia alternativamente a quella a secco. Inoltre, il periodo della stagionatura è stato abbassato dai tradizionali 12-18 mesi fino ai 5-8 mesi, secondo attuale disciplinare. Anche la pezzatura è stata volutamente modificata. La tradizione romana vuole una grande forma da 33–35 kg, invece dei correnti 22–25 kg. Non dimentichiamo il colore nero della forma di Pecorino Romano, la "Cappatura Nera" in gergo caseario, simbolo della tradizione romana.
Dal 2010 il Lazio, la Sardegna e la Provincia di Grosseto hanno ottenuto un ulteriore logo di distinzione geografica.
Nella stagione 2014-2015 del campionato di calcio di Serie A il marchio è comparso per quattro partite sulle maglie del Cagliari

## Produzione
Il Pecorino Romano è un formaggio a pasta dura e cotta, prodotto esclusivamente con latte fresco intero di pecora. Questo può essere lavorato direttamente crudo oppure sottoposto a termizzazione ad una temperatura massima di 68 °C per non più di 15'’, ed eventualmente inoculato con fermenti lattici naturali (scotta innesto) costituiti da un'associazione di batteri lattici termofili. La coagulazione del latte si ottiene ad una temperatura compresa fra i 38°/40 °C con l'impiego di caglio in pasta d'agnello. Avvenuto l'indurimento della cagliata, si procede alla sua rottura in coaguli della dimensione di un chicco di riso e alla cottura a temperatura non superiore ai 48 °C.
La salatura può essere fatta a secco (tecnica più antica) o in salamoia e la stagionatura si protrae per almeno 5 mesi per il formaggio da tavola e almeno 8 per quello da grattugia.
Le forme sono cilindriche a facce piane, con un'altezza dello scalzo compresa fra i 25 e i 40 cm e il diametro del piatto fra i 25 e i 35 cm. Il peso delle forme può variare tra i 20 e i 35 kg e riportano impresso su tutto lo scalzo il marchio all'origine (la testa stilizzata di una pecora) con la dicitura Pecorino Romano nonché, in apposito riquadro, la sigla della provincia di provenienza, il codice del caseificio in cui è stato prodotto ed il mese e l'anno di produzione. In tale riquadro può essere aggiunta l'indicazione "Lazio" o "Sardegna" o "Grosseto" a condizione che l'intero ciclo produttivo si compia nel territorio geografico indicato.
La commercializzazione del Pecorino Romano avviene per quasi il 70% nel Nord America, dove gli Stati Uniti rappresentano i primi acquirenti di questo particolare formaggio italiano.

## Composizione e caratteristiche chimico fisiche
Profilo lipidico, composizione e caratteristiche chimico fisiche dei prodotti caseari possono variare in funzione dello stato e dell'alimentazione degli animali, della stagionalità, delle tecniche di lavorazione e trasformazione. Il disciplinare di produzione del pecorino romano rende i dati relativamente omogenei.
| Caratteristiche chimico-fisiche rilevate su 70 campioni prodotti in diversi mesi, da marzo a giugno | Caratteristiche chimico-fisiche rilevate su 70 campioni prodotti in diversi mesi, da marzo a giugno |
| | min-MAX                                                                                             |
| --------------------------------------------------------------------------------------------------- | --------------------------------------------------------------------------------------------------- |
| pH                                                                                                  | 5,07-5,21                                                                                           |
| Umidità (g/100g)                                                                                    | 29-35                                                                                               |
| Grassi (% del residuo secco)                                                                        | 43,4-50,9                                                                                           |
| Proteine (% del residuo secco)                                                                      | 33-43                                                                                               |
| NaCl (g/100g)                                                                                       | 4,5-8,3                                                                                             |

| Concentrazione percentuale sul totale di acidi grassi rilevata in 70 campioni prodotti in diversi mesi, da marzo a giugno | Concentrazione percentuale sul totale di acidi grassi rilevata in 70 campioni prodotti in diversi mesi, da marzo a giugno | Concentrazione percentuale sul totale di acidi grassi rilevata in 70 campioni prodotti in diversi mesi, da marzo a giugno |
| acido grasso | Notazione delta | min-MAX % sul totale di acidi grassi                                                                                      |
| --- | --- | --- |
| Acido butirrico | 4:0 | 3,3-4,7 |
| Acido capronico | 6:0 | 1,7-3,2 |
| Acido caprilico | 8:0 | 1,2-2-9 |
| Acido caprico | 10:0 | 4,9-11,5 |
| Acido laurico | 12:0 | 2,8-5,7 |
| Acido miristico | 14:0 | 9,2-11,6 |
| Acido miristoleico | 14:1Δ9c | 0,14-0,27 |
| Acido pentadecanoico | 15:0 | 1,03-1,39 |
| Acido palmitico | 16:0 | 21,0-27,8 |
| Acido palmitoleico | 16:1Δ9c | 0,56-1,07 |
| Acido margarico | 17:0 | 0,52-0,81 |
| Acido stearico | 18:0 | 10,4-13,4 |
| Acido vaccenico | 18:1Δ11t | 0,11-1,35 |
| Acido oleico | 18:1Δ9c | 16,7-27,5 |
| Acido linoleico | 18:2Δ9c,12c | 1,5-3,4 |
| Acido α-linolenico | 18:3Δ9c,12c,15c | 0,6-1,5 |
| Acido rumenico | 18:2Δ9c,11t | 1,1-2,0 |

## Contraffazioni

### Romano cheese

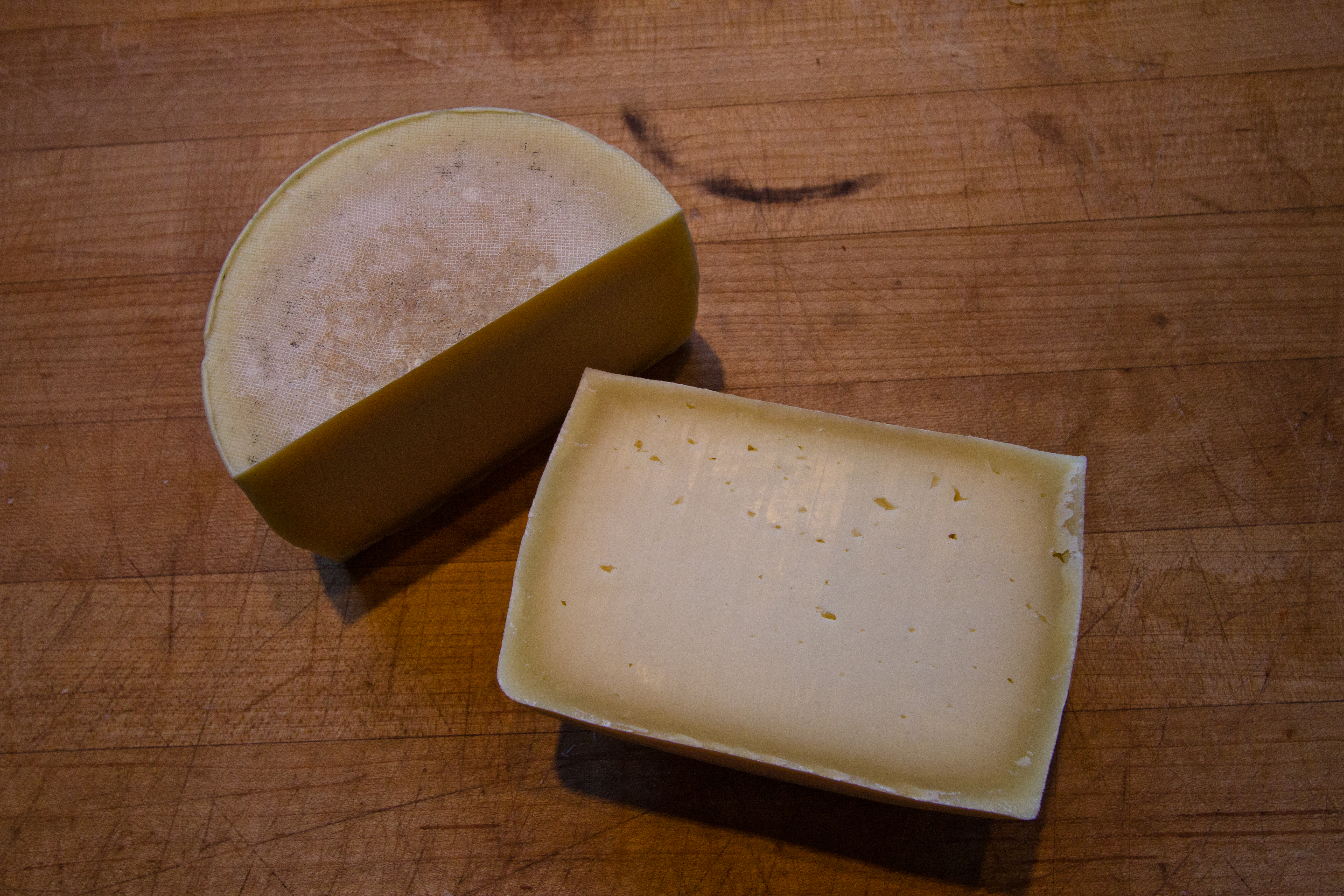
Romano cheese

Nel Nord America si sono diffusi dei formaggi simili al pecorino romano conosciuti come Romano cheese. Secondo le normative della Food and Drug Administration degli Stati Uniti, i pecorini romani contraffatti possono essere prodotti sia con latte di mucca, capra e/o pecora, devono contenere meno del 34% di acqua e almeno il 38% di grassi del latte. I Romano cheese possono contenere panna, latte scremato e/o in polvere e acqua per creare il corretto livello di grasso del latte. Queste varianti non autentiche del pecorino romano possono contenere additivi come perossido di benzoile, allume di potassio, solfato di calcio e carbonato di magnesio.